# Belyando River
La Belyando River est une rivière du centre du Queensland, en Australie et un affluent du Burdekin. 

## Géographie
La rivière coule en direction du nord, est rejoint par la rivière Suttor, avant de se jeter dans le barrage de Burdekin et de devenir un affluent du Burdekin. 
Elle prend sa source dans la chaîne Drummond à l'est du village d'Alpha et est limitée à l'est par la cordillère australienne.
La rivière a été nommée par l'explorateur Thomas Mitchell en 1846 lors de sa quatrième et dernière expédition.